# Tiffany Thornton
Tiffany Thornton (født 14. februar 1986 i College Station, Texas, USA) er en amerikansk skuespiller og sanger bedst kendt for at spille Tawni Hart på Disney Channel Original Serie, Sonny's chance (original: Sonny with a Chance).